# Трагедия на «Авиамоторной»
Трагедия на «Авиамото́‌рной», также известная как «110 секунд мясорубки», — обрушение эскалатора № 4 на станции «Авиамоторная» Московского метрополитена, произошедшее 17 февраля 1982 года около 17:00. В нём погибло 8 человек, ещё 30 пострадало, десятки из них получили телесные повреждения различной степени тяжести. Оперативные действия машиниста эскалатора по предотвращению происшествия оказались тщетны. Власти Москвы скрыли его подробности, ставшие известными широкой общественности после распада СССР, когда о них в 1992 году написала газета «Вечерняя Москва», оказавшаяся также на момент трагедии единственным изданием, как-либо её осветившим.
До крушения поезда на Арбатско-Покровской линии была крупнейшей аварией в Московском метрополитене за всю его историю; в отличие от крушения поезда, не привела к каким-либо существенным кадровым перестановкам.

## Предыстория
За два месяца до трагедии, в декабре 1981 года, у эскалаторов была установлена новая система тормозов. Впоследствии, как выяснили следователи, мастер по ремонту В. П. Загвоздкин регулировал новые тормоза по старой инструкции, из-за чего все эскалаторы на станции с момента их установки на станции находились в аварийном состоянии, при этом в день трагедии, утром 17 февраля 1982 года, машинист эскалатора получил удовлетворительные результаты испытаний работы эскалатора.

## Причины
Согласно расследованию, завершившемуся в ноябре 1982 года и обнародованному на закрытом заседании Верховного совета СССР, к трагедии привела неотлаженная работа тормозов эскалатора, по информации Московской промышленной газеты от 2002 года, вследствие уже первых дней его эксплуатации, вызванная аварийным состоянием из-за работы с новыми системами тормозов эскалаторов по старой схеме, осуществлявшейся мастером В. П. Захвоздкиным, который, вместо требований к эскалаторам ЭТ-2 и ЭТ-3 Т-65215ИЭ, разработанной СКБ эскалаторостроения Ленинградского производственного объединения «Эскалатор», настраивал их по инструкции к эскалаторам ЛТ-4, с которыми работал ранее.
Газетой в том же году были опубликованы подробности, ранее недоступные общественности из-за тщательного замалчивания (что, по одной из версий, было связано с готовящимся визитом делегации из Нью-Йорка), согласно которым была сломана ступень № 96 и, застряв на спуске с наклонного хода, деформировалась, что вызвало её разрушение, а развившаяся скорость движения эскалатора, в 2,5 раза превышающая норму, исключила сработку аварийного электромагнитного тормоза. Одновременно с этим скорость была мала для сработки механического тормоза.

## Ход событий

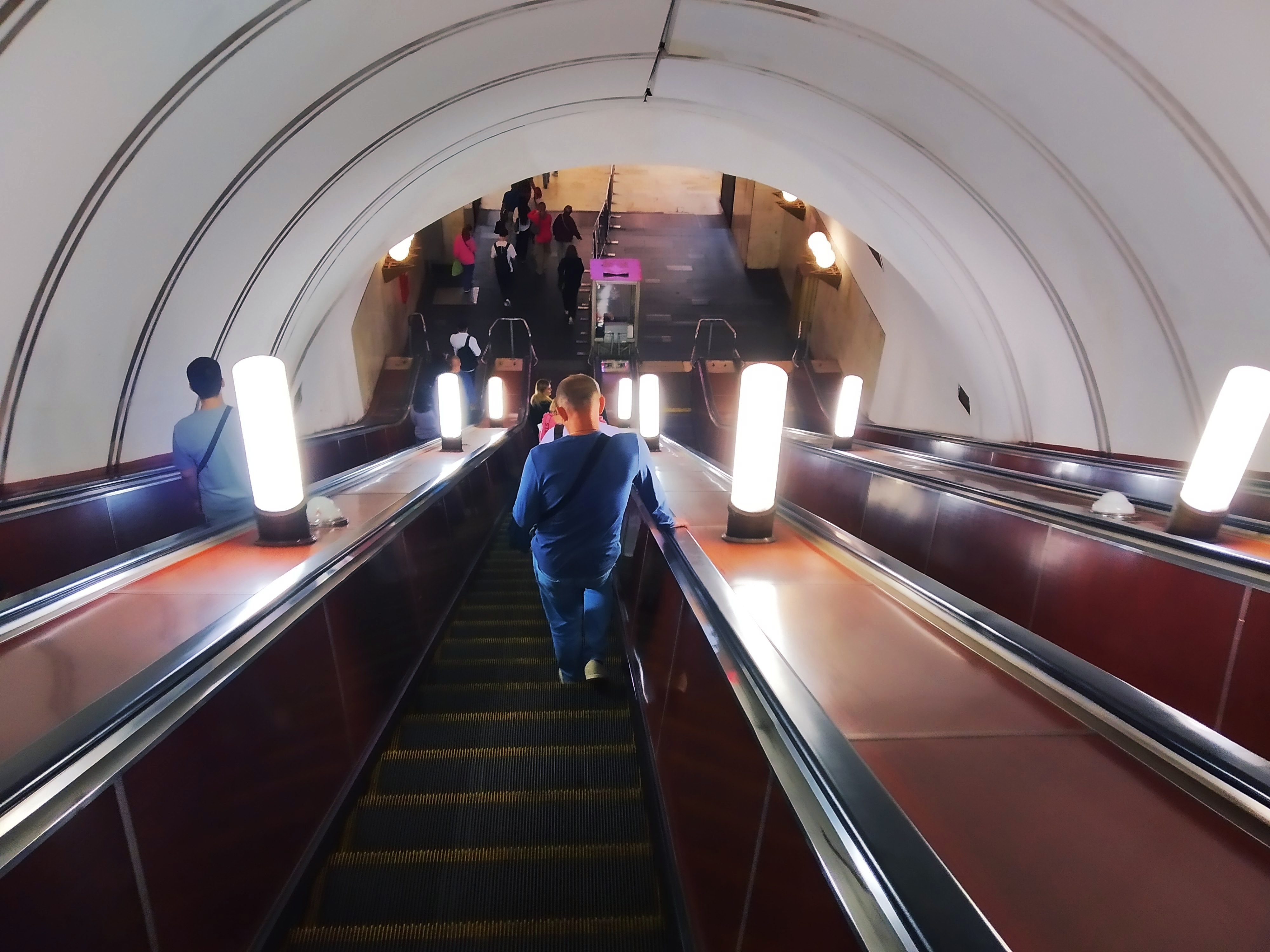
Эскалаторы на Авиамоторной. Авария произошла на крайнем левом

В 16:30 в связи с возросшей нагрузкой на «Авиамоторную» на спуск к ней был включён эскалатор № 4. Сотрудники проверили отлаженность его работы перед запуском пассажиров, однако спустя 15 минут, по словам свидетеля трагедии Ирины Дорофеевой, с него слетел правый поручень и скорость движения превысила допустимые значения, во время чего на нём находилось 100 человек. Хрупкость конструкции не выдерживала вес людей (12 тонн), пытавшихся спастись, перепрыгивая через балюстрады, из-за чего они получили множество различных травм: так, свидетель трагедии Михаил Миронов получил открытый перелом ноги, зажатой в самом начале эскалатора. Впоследствии её пришлось ампутировать.
Помощь пострадавшим оказывали врачи НИИ Скорой помощи имени Склифосовского.

## Освещение
Широкая общественность узнала о трагедии, замолчённой в СССР, лишь через 10 лет — после его распада в выпуске газеты «Вечерняя Москва» от 1992 года. Предприятиям было запрещено распространять некрологи о погибших сотрудниках.
Из-за отсутствия какой-либо официальной информации о причинах и расследовании, трагедия в западных СМИ, в частности, изданиях «Новое русское слово» и «Голос Америки», освещалась в сильно преувеличенных масштабах.

## Реакция
Замалчивание трагедии в СССР привело к распространению слухов по сарафанному радио, из-за чего достоверной информации о трагедии не появлялось и после распада СССР; помимо «Вечерней Москвы», трагедию в апреле 1982 года осветила газета «Новое русское слово», на которую сослалась, в том числе, «Газета.ru».
По прошествии времени, после распада СССР, руководство ГУП «Московский метрополитен» никак не отреагировало на трагедию.

## Последствия
Осуществлявший работу с новыми тормозами по старой схеме эскалаторный мастер В. П. Загвоздкин получил срок.
Вопреки просьбе начальника ГУП «Московский метрополитен» Ю. В. Сенюшкина, ходатайствующего в Горком КПСС и в исполком Моссовета о закрытии всей Калининской линии для срочной проверки эскалаторов на её остальных станциях, была закрыта только «Авиамоторная». Поезда проезжали её без остановки.
В дальнейшем трагический опыт был учтён: Минтяжмаш совместо с МПС произвели работы по усилению ступеней, изменению электрической схемы работы тормозов, замене главных приводных валов и усилили толщину баллюстрад с 3 до 8—10 мм.

## Список жертв
1. Комашко Лариса Ивановна
2. Кузьма Елизавета Валерьевна
3. Мулкиджан Григорий Александрович
4. Павлов Александр Юрьевич
5. Романюк Валентина Никитична
6. Скобелева Александра Алексеевна
7. Уваров Виктор Петрович
8. Улыбина Лидия Кузьминична

## В культуре
Произошедшим событиям посвящена песня «Трагедия на Авиамоторной» группы «Пурген».